# Litoria majikthise
Litoria majikthise – gatunek płaza bezogonowego z podrodziny Pelodryadinae w rodzinie rzekotkowatych (Hylidae). Endemit Nowej Gwinei.

## Występowanie
Prowincja Zachodnia Papui-Nowej Gwinei to jedyne na świecie miejsce, gdzie można spotkać przedstawicieli niniejszego gatunku. Dokładniej zamieszkuje on okolice górnego biegu rzeki Ok Tedi w górach Star. Tereny te leżą na wysokości od 550 do 650 metrów nad poziomem morza.
Płaz ten za siedlisko obrał sobie bagna na dnie lasu deszczowego, gdzie jego liczebność jest pokaźna.

## Rozmnażanie
Samica nie składa swych jaj do wody, ale umieszcza je na liściach rosnących nad jej powierzchnią. Wykluwające się larwy, zwane także kijankami, po opuszczeniu osłony jaja spadają do zbiornika wodnego.

## Status
W Czerwonej księdze gatunków zagrożonych IUCN płaz ten od 2020 roku klasyfikowany jest jako gatunek najmniejszej troski (LC, ang. Least Concern); wcześniej, od 2004 roku uznawano go za gatunek niedostatecznie rozpoznany (DD, ang. Data Deficient).
Trend liczebności populacji nie jest znany, choć wiadomo, że lokalnie występować mogą spadki liczebności.
Wśród lokalnych zagrożeń dla gatunku wymienić należy wylesianie, rozwój górnictwa i osadnictwo.